# Stena Superfast VII
Le Stena Superfast VII est un navire mixte de la compagnie suédoise Stena Line. Construit de 1999 à 2001 par les chantiers Howaldtswerke-Deutsche Werft (HDW) de Kiel sous le nom de Superfast VII, il était à l'origine affecté aux lignes de la compagnie grecque Superfast Ferries en Europe du Nord. Vendu en 2006 à la compagnie estonienne Tallink, il conserve dans un premier temps son nom et son affectation avant d'être affrété à compter de 2011 par Stena Line. Exploité entre l'Écosse et l'Irlande du Nord, il a depuis été acquis par Stena en 2017.

## Histoire

### Origines et construction
Depuis la fin des années 1990, la compagnie grecque Superfast Ferries révolutionne la desserte maritime entre la Grèce et l'Italie à l'aide de sa flotte de navires rapides de dernière génération. Leur succès incite alors la maison mère, le groupe Attica, à implanter les activités de sa marque sur de nouveaux marchés. Dans l'optique d'ouvrir des lignes en mer du Nord entre l'Allemagne, la Belgique, le Royaume-Uni et la Finlande, Superfast lance alors la construction de quatre navires jumeaux aux chantiers allemands Howaldtswerke Deutsche Werft.
La conception des futures unités est directement basée sur celle des Superfast V et Superfast VI prévus pour les lignes de la Méditerranée. Ils ont en effet les mêmes dimensions de 203 mètres de long pour 25 mètres de large ainsi que le même appareil propulsif leur permettant d'atteindre des vitesses de 28 nœuds. Leur apparence, bien que similaire, diffère cependant des autres navires de la flotte, de même que la capacité passagère qui est drastiquement réduite par rapport à la flotte méditerranéenne, ils sont également équipés d'une coque brise-glace. La disposition des aménagements intérieurs est pour sa part identique et de qualité semblable, à l'exception de la piscine extérieure, absente.
Le premier navire de la série, baptisé Superfast VII, est mis sur cale le 29 juin 1999 et lancé le 18 novembre 2000. Après finitions, il est livré à Superfast le 8 mai 2001.

### Service

#### Superfast (2001-2006)
Peu de temps après sa livraison, le Superfast VII est présenté au public à Rosyth en Écosse. Le navire est ensuite mis en service le 17 mai 2001 entre l'Allemagne et la Finlande. Il inaugure les services de Superfast Ferries en Europe du Nord.
Le 12 novembre 2004 dans la soirée, alors qu'il tente d'accoster à Hanko à l'aide de deux remorqueurs en raison de vents particulièrement violents, le Superfast VII talonne le fond avec son bulbe d'étrave. L'échouement ne cause cependant que peu de dégâts et le navire parvient à achever sa manœuvre d'accostage. Une enquête ultérieure révèlera toutefois que l'équipage grec du navire n'avait pas suffisamment été formé pour affronter ce type de tempête, ce qui a conduit ce jour-là à une estimation faussée de la véritable force du vent. Le Superfast VII est quant à lui conduit au chantier de réparation navale de Turku le 14 novembre et reprend par la suite ses rotations le 27. En mars 2006, Superfast Ferries décide de se séparer de ses activités en Europe du Nord. Le navire et deux de ses jumeaux sont alors acquis par le groupe estonien Tallink pour 310 millions d'euros.

#### Tallink (2006-2011)
Livré à Tallink le 10 avril 2006, le Superfast VII, tout comme le Superfast VIII et le Superfast IX, intègre la flotte de la compagnie estonienne. Leur sister-ship le Superfast X sera le seul à ne pas être repris par la compagnie.
Le Superfast VII conserve son exploitation entre la Finlande et l'Allemagne avec comme principal changement une escale à Paldiski en Estonie. Cette escale sera cependant supprimée en juin en raison de problèmes administratifs liés à la non appartenance à cette époque de l'Estonie à l'espace Schengen. Ce problème sera toutefois résolu l'année suivante avec l'adhésion du pays au traité.
Jusqu'en 2007, le navire arborait conjointement sur sa coque les logos de Tallink et de Superfast, le contrat de vente autorisant l'armateur estonien à utiliser la marque Superfast pendant environ un an. Durant cette période, il est un temps envisagé de transférer le Superfast VII et ses jumeaux sous les couleurs de la filiale finlandaise Silja Line mais le projet ne verra pas le jour.
Le 31 octobre 2008, par mauvais temps, le navire entre en collision avec le cruise-ferry Baltic Princess alors que celui-ci se trouve à quai à Helsinki. Le choc n'occasionne toutefois que des dégâts mineurs.
Le 7 mars 2011, Tallink et la compagnie suédoise Stena Line signent un contrat pour l'affrètement du Superfast VII et de son jumeau le Superfast VIII pour une durée de quatre ans renouvelable avec option d'achat. Prévu pour naviguer à partir de la fin de l'année 2011 sur les lignes de Stena entre l'Écosse et l'Irlande du Nord, le navire achève sa dernière traversée pour le compte de Tallink le 12 août 2011.

#### Stena Line (depuis 2011)
Réceptionné par son nouvel exploitant, le navire et son jumeau rejoignent le 22 août 2011 les chantiers  Remontowa de Gdańsk en Pologne afin de subir une importante refonte en vue de leur prochaine affectation. Les travaux impliquent notamment leur conversion en ferry de jour. À cet effet, la totalité des cabines sur le pont 8 est supprimée et remplacée par des salons. Sur le plan technique, le navire se voit doté d'un troisième propulseur d'étrave. Durant la transformation, le navire est renommé Stena Superfast VII et passe sous pavillon britannique. Les travaux se poursuivent jusqu'au mois de novembre.
Après avoir rejoint le Royaume-Uni le 9 novembre, le Stena Superfast VII est mis en service entre l'Écosse et l'Irlande du Nord le 21 novembre, en tandem avec son jumeau qui a pour sa part pris le nom de Stena Superfast VIII. Stena Line fera par ailleurs l'acquisition en 2015 de leur sister-ship l'ex-Superfast X qui intègrera la flotte sous le nom de Stena Superfast X.
Le 26 novembre, l'exploitation du navire est temporairement suspendue en raison d'un problème technique touchant l'un des propulseurs d'étrave.
Après avoir renouvelé une première fois l'affrètement du navire en février 2014, Stena Line le rachètera finalement le 12 juillet 2017.
Le 6 novembre 2018, le Stena Superfast VII évite de justesse une collision avec un sous-marin nucléaire de la Royal Navy en mer d'Irlande. Le nom du bâtiment impliqué n'ayant pas été dévoilé, il est impossible de déterminer si celui-ci faisait partie des quatre sous-marins de la classe Vanguard équipés de missiles trident.

## Aménagements
Le Stena Superfast VII possède 9 ponts. Bien que le navire s'étende en réalité sur 11 ponts, les ponts 4 et 6, au niveau des garages, sont inexistants, bien qu'ils soient tout de même comptés. Les locaux des passagers couvrent la totalité des ponts 7 et 8 et une partie du 10. L'équipage loge pour sa part sur la ' du pont 9. Les ponts 3 et 6 sont entièrement consacrés au garage ainsi que la partie avant des ponts 1 et 2.

### Locaux communs
À sa mise en service, le Superfast VII était employé sur de longues traversées, le navire était équipé en conséquence au niveau de ses installations pour les passagers. Ceux-ci disposaient sur le pont 7 de deux espaces de restauration (à la carte, buffet), trois bars (bar-salon, bar-discothèque, brasserie-bar) ainsi qu'une boutique et un casino. Un sauna était également présent sur le pont 10.
Lors de son passage dans le flotte, de nouvelles installations sont ajoutées à la place des cabines sur le pont 8, des salons et un important espace jeux vidéos y sont aménagés et des installations destinées aux chauffeurs routiers sont créées.

### Cabines
Au début de sa carrière, le Superfast VII possédait environ 179 cabines situées pour la plupart sur le pont 8. D'une capacité de deux à quatre personnes, toutes sont pourvues de sanitaires complets comprenant douche, WC et lavabo. Six cabines de luxe sont également présentes au pont 10.
Lorsque le navire passe sous les couleurs de Stena Line, ces cabines sont supprimées pour être remplacée par de nouveaux locaux.

## Caractéristiques
Le Stena Superfast VII mesure 203,90 mètres de long pour 25,40 mètres de large, son tonnage est 30 285 UMS. Le navire pouvait accueillir dans sa configuration initiale 626 passagers. Sa capacité sera portée 1 200 en 2011. Il possède un garage de 1 900 mètres linéaires pouvant contenir 480 véhicules répartis sur quatre niveaux ainsi que 140 remorques. Le garage est accessible par deux portes rampes situées à la poupe, l’une de 8 mètres de large et l’autre de 5 mètres de large et une porte rampe située à la proue de 4,40 mètres de large avec ouverture par deux vantaux. La propulsion du Stena Superfast VII est assurée par quatre moteurs diesels Wärtsilä-Sulzer NSD 16ZAV-40S développant une puissance de 46 080 kW entrainant deux hélices faisant filer le bâtiment à une vitesse de 28 nœuds. Le navire possède quatre embarcations de sauvetage de grande taille, une embarcation semi-rigide de secours et plusieurs radeaux de sauvetage.

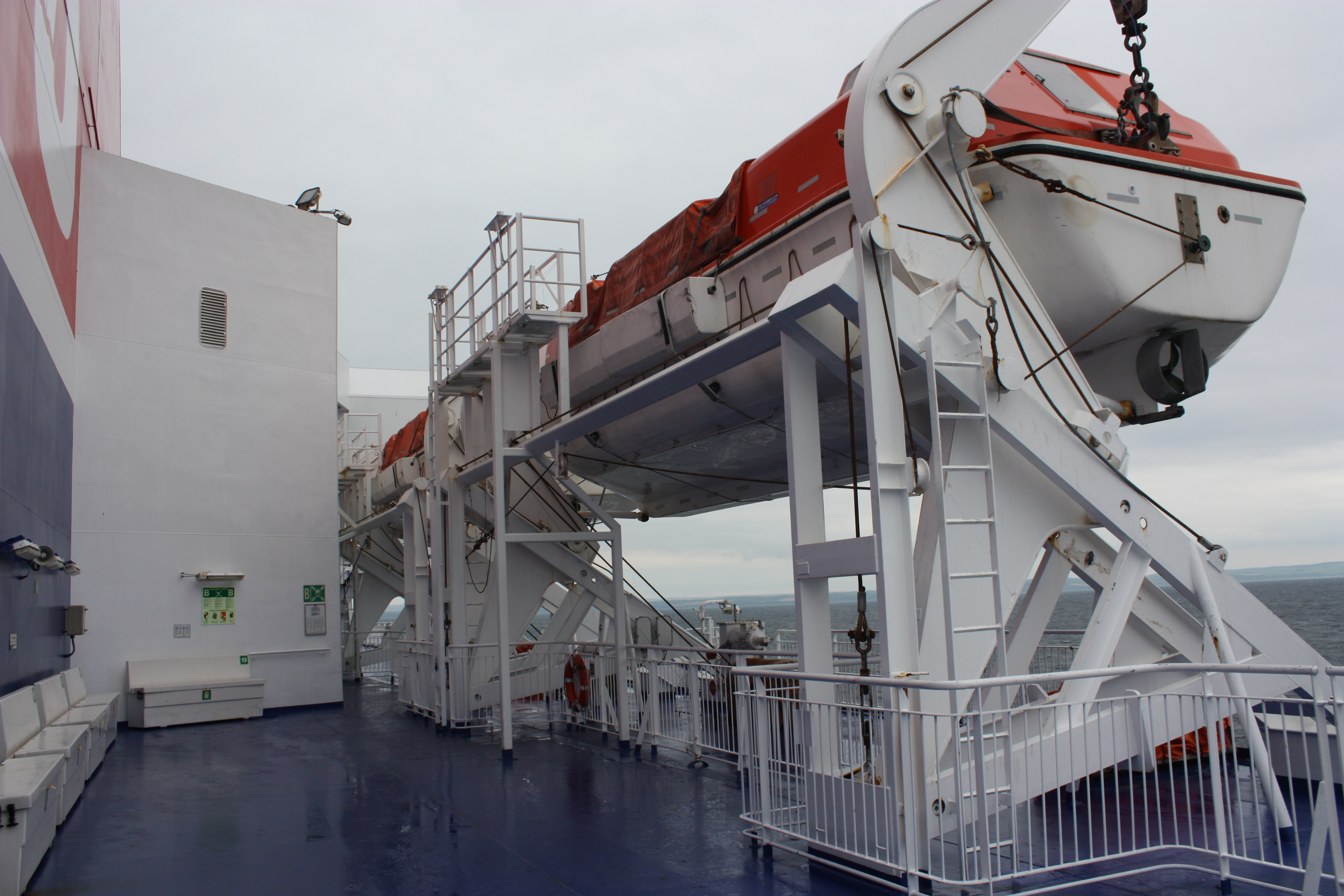
Embarcations de sauvetage tribord du navire.

## Lignes desservies
Au début de sa carrière, le Superfast VII assurait de 2001 à 2006 les lignes de Superfast Ferries en mer du Nord entre l'Allemagne et la Finlande sur la ligne Rostock - Hanko.
À partir de 2006, pour le compte de Tallink, le navire relie la Finlande, l'Estonie et l'Allemagne, tout d'abord entre Helsinki, Paldiski et Rostock puis entre Helsinki, Tallinn et Rostock en 2007.
Depuis 2011, le navire effectue des traversées entre l'Écosse et l'Irlande du Nord sur la ligne Cairnryan - Belfast.